# IUPAC номенклатура органских једињења
IUPAC номенклатура органских једињења представља један од система за именовање органских једињења, и део је општије  номенклатуре. Прописује је Међународна унија за чисту и примењену хемију. Циљ IUPAC номенклатуре уопште, па тако и номенклатуре органских једињења је стварање таквог система да свако једињење добије јединствено систематско име, на основу кога може недвосмислено да се нацрта структурална формула једињења.